# Кебапчета по ловджийски
Кебапчета по ловджийски е ястие от традиционната българска кухня, приготвяно от смляно 2 пъти телешко месо, пушени свински гърди, суджук, смесени с червен пипер, кимион, лук и чубрица.
След като се смесят всички съставки, се добавя червено вино, в което е разтворена сол. От сместа се оформят кебапчета, които се пекат на силна скара.